# INXS
INXS ("in excess") és un grup de rock australià. Es va formar l'any 1977 a Sydney. Fins al 1997 va ser liderat per Michael Hutchence.

## Trajectòria
El grup es va formar l'any 1977, fruit de la fusió de diferents bandes juvenils a Sydney. El nucli dur eren els tres germans Farriss, complementats per tres amics d'estudis, Hutchence, Beers i Pengilly. Van començar amb un estil que fusionava New Wave, ska i pop, amb ritmes ballables i amb guitarres, que és un dels segells del grup. Més endavant evolucionarien cap a una barreja de funk i rock que va ser la que els va dur a l'èxit. Els discos INXS i Underneath the Colours, del 1980 i 1981, i unes gires australianes interminables per clubs són fonamentals per al grup, però encara no tenien un so distintiu. I el van aconseguir amb Shabooh Shoobah, de 1982, que va tenir força èxit a Austràlia i amb el qual comencen a obrir-se al món.
El 1984 amb The Swing aconsegueixen un èxit brutal a la seva terra, tant, que avui és un dels deu discos australians més venuts de la història als antípodes. Obrint per a altres grups a l'estranger, amb vídeo enginyosos, concerts i més concerts, i un disc que enganxa al mercat nord-americà, Listen Like Thieves (1985), preparen el camí cap a la primera divisió del rock mundial. I hi entren espectacularment amb Kick (1987). Produït per Chris Thomas és un àlbum ple de bones idees. Farcit de singles i amb una producció molt bona és l'àlbum d'INXS amb més èxit al món. N'han venut uns catorze milions, en molts països va estar dos anys en llistes i va fer que la banda es passés divuit mesos de gira.
El 1990 van estirar l'èxit amb el disc X, amb una gira mundial que va passar per Barcelona i que va tenir com a gran cita que omplissin el Wembley Stadium al juliol de 1991. Aquí acabaria una etapa del grup, la més coneguda. El luxós Welcome to Wherever You Are (1992) i l'estripat Full Moon, Dirty Hearts (1993) són dos discos molt interessants, en part estranys, i menys populars, que fan que el grup entri en la incertesa de si continuar o no. Dos anys de descans i de tensions, i es planten l'any 1997 amb el disc Elegantly Wasted. Va funcionar mitjanament bé de crítiques i de públic, i la gira que van decidir fer a l'estil dels seus inicis podria haver obert una etapa estimulant per la banda, però la mort accidental de Michael Hutchence ho va tallar en sec. INXS va descansar dos anys.
Durant tota la dècada del 2000 i l'inici del 2010 han fet força concerts, amb diferents cantant com Jon Stevens, J. D. Fortune i Ciaran Gribbin, però pel que fa a la publicació de nou material han estat més erràtics. Switch de 2005 és un bon disc, però el fet que sigui l'únic treball amb material nou ha provocat que molts fans i crítics en tinguin una imatge de banda ja acomodada. Durant el 2011 i 2012 van gravar nou material, però no hi ha cap notícia que indiqui la publicació immediata d'un nou disc.

## Membres
- Michael Hutchence († 1997.)
- J. D. Fortune (od 2005.)
- Andrew Farriss
- Jon Farriss
- Tim Farriss
- Kirk Pengilly
- Garry Gary Beers
- Jon Stevens
- Ciaran Gribbin

## Discografia
- 1980.: INXS
- 1981.: Underneath the Colours
- 1982.: Shabooh Shoobah
- 1982.: INXSIVE
- 1983.: Dekadance
- 1984.: The Swing
- 1985.: Listen Like Thieves
- 1987.: Kick
- 1990.: X
- 1991.: Live Baby Live
- 1992.: Welcome to Wherever You Are
- 1993.: Full Moon, Dirty Hearts
- 1994.: The Greatest Hits
- 1997.: Elegantly Wasted
- 2001.: Shine Like it Does: The Anthology (1979–1997)
- 2002.: The Years 1979–1997
- 2002.: Stay Young 1979–1982
- 2005.: Switch
- 2010.: Original Sin

## Senzills
| - 1980. "Just Keep Walking" - 1981. "Stay Young" - 1982. "The One Thing" - 1982. "Don't Change" - 1983. "To Look at You" - 1983. "Black and White" - 1984. "Original Sin" - 1984. "I Send a Message" - 1984. "Burn for You" - 1984. "Dancing on the Jetty" - 1985. "This Time" - 1986. "What You Need" - 1986. "Kiss the Dirt" - 1986. "Listen Like Thieves" - 1986. "Different World" - 1986. "Good Times" (feat. Jimmy Barnes) - 1987. "Need You Tonight" - 1988. "Devil Inside" - 1988. "New Sensation" - 1988. "Never Tear Us Apart" - 1989. "Mystify" - 1990. "Suicide Blonde" - 1990. "Disappear" - 1991. "By My Side" | - 1991. "Bitter Tears" - 1991. "The Stairs" - 1991. "Shining Star EP" - 1992. "Heaven Sent" - 1992. "Baby Don't Cry" - 1992. "Taste It" - 1992. "Not Enough Time" - 1993. "Beautiful Girl" - 1993. "The Gift" - 1993. "Please (You Got That...)" - 1994. "The Strangest Party (These Are The Times)" - 1997. "Elegantly Wasted" - 1997. "Everything" - 1997. "Don't Lose Your Head" - 2001. "Precious Heart" (Tall Paul vs. INXS) - 2001. "I'm So Crazy" (Par-T-One vs. INXS) - 2002. "Tight" - 2003. "One Of My Kind" (Rogue Traders vs. INXS) - 2003. "I Get Up" - 2004. "Mystify (Remix)" - 2005. "Pretty Vegas" - 2006. "Afterglow" |